# Правда

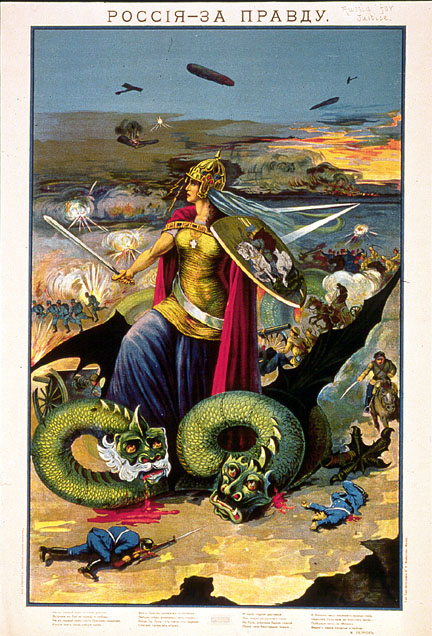
«Россия — За правду», плакат 1914 года. Российская империя изображена в образе поленицы, попирающей змея с двумя головами, символизирующими Германскую и Австро-Венгерскую империи

Пра́вда (от праслав. *pravĭda) — фундаментальное понятие русской культуры, сходное с понятием «истина», но в ряде случаев отличающееся от него и даже противопоставляемое. Правда, в отличие от истины, имеет онтологический характер: отражает действительность значимым для личности образом, в согласии с нравственными категориями и в такой полноте, которая необходима для подлинного понимания и убеждённости, решимости действовать. Таким образом, если истина соответствует объективной действительности, то правда — духовной. Согласно определению Даля, правда есть «истина на деле, истина во образе, во благе; правосудие, справедливость»; правдивость — «полное согласие слова и дела». Одним из первых на специфику категории правды обратил внимание «властитель дум» конца XIX века Михайловский, указав на содержательную слитность в этом понятии истины и справедливости.
В литературе, в философии, в социально-политической деятельности — традиция «правдоискательства» является основой всей русской мысли. Объединяя идеал истинного знания, требование общей справедливости и стандарты высокой нравственности, правда выступает в роли определяющего мировоззренческого, познавательного и нормативного принципа русской духовности. Ориентация на правду проявила себя как в русской религиозной философии (протопоп Аввакум, Бердяев, Вл. Соловьёв, Франк и др.), так и в народничестве (Михайловский), и в русском социализме (Герцен, Плеханов и др.), и в русском анархо-коммунизме (Бакунин, Кропоткин, Махно).
В русской философии, от Достоевского до Вл. Соловьёва, создаётся и воссоздаётся смысловая иерархия правды и истины. Выступать за правду — значит, искать такой истины, которой необходимо ещё добиться, воплощающей в себе жизненный идеал, в котором поступки отдельного человека находятся в согласии с нравственностью. В итоге истина оказывается подчинённой правде. С другой стороны, у русской философии появляется альтернатива жёсткой бинарной оппозиции «истина-ложь» — более приближённая к жизни тернарная структура «правда-истина-ложь».
В мировой философии проблематика правды проявила себя в исследованиях отношения истины и должного, нравственных оснований истины и лжи, соответствия истины задачам жизни и человека.
Правда относится к числу понятий русской культуры, непереводимых на другие языки.

## Первоначальное значение
Борис Успенский на основе связи с праслав. *pravŭ указывает на такие возможные значения правды, как «обет», «обещание», «присяга», «заповедь», «правило», «договор», «закон» — и вместе с ними на представление о божественном миропорядке, лежащее в семантической основе правды. Отсюда следует понимание правды как договора между человеком и Богом. Иллюстрацией семантики правды служит сравнение выражений преступити правду и преступити закон, а также название Русской Правды как свода законов.
Предпочтительность ориентации прав-, по мнению исследователей Черникова и Перевозчиковой, проявляет себя как в пространственной сфере, так и в правовой, и в нравственной. Правый — «поступающий (поступивший) правильным, должным образом», «невиновный», «честный», «справедливый», «поступающий по совести», то есть по сути «служащий нормой или указывающий норму для следования». Соответственно, правда объединяет и установление нормы, и исполнение (правду правити). Отсюда исконные значения правды: «обет, обещание» (дал крепкую правду), «присяга» (дали правду всей землёю), «повеление, заповедь» (правд твоих не забыть), «свод правил, законы», «договор», «права» (ты, господин, свою правду сказываешь, а они свою).

### Этимология
Согласно Фасмеру происходит от праслав. *pravĭda, от которого в числе прочего произошли: др.-рус., ст.‑слав. правьда (др.-греч. δικαιοσύνη, δίκαιον, ἀλήθεια по Супруну), рус., укр. пра́вда, бел. пра́ўда, болг. пра́вда — то же, сербохорв. пра̑вда «правда; тяжба», словен. prȃvda «положение, закон, судебное дело», чешск., словац. pravda «правда», польск., в.-луж. prawda, н.-луж. pšawda. Далее по Фасмеру и Шанскому из праслав. *pravŭ, с которым связано также пра́вый. Отсюда произведены пра́ведный, др.-рус., ст.‑слав. правьдьнъ (др.-греч. ἅγιος, δίκαιος), пра́ведный, диалектно также «леший», пра́ведник, др.-рус., ст.‑слав. правьдьникъ (др.-греч. ἅγιος, δίκαιος, μάρτυς Χριστοῦ). Однако этимологический словарь славянских языков под ред. Трубачёва указывает, что праслав. *pravĭda происходит скорее как девербатив праслав. *pravĭda<*prav-iti.

## Характеристика
Правда онтологична — она задаёт не только истинность содержания (эпистемология), но и влечение к нему (эстетика), его выбор в качестве должного (этика). Если истина служит для описания мира, то правда — для понимания, а также в качестве источника действия, его внутренней опоры и обоснования. В силу её онтологичности, правда всегда соотносится с личностью человека, говорит о том, что для него важно, что обосновывает или меняет его внутренний мир. Как следствие, правда может быть определена как субъективно-духовная категория, как выстраданная истина. Кроме того, правда стремится отыскать такое восприятие мира, которое бы способствовало установлению социальной гармонии, всеобщей справедливости, основанной на ценностях любви, свободы и добра, духовного развития личности и её достоинства. Также правда нравственно окрашена — она не только формулирует образ духовной реальности, но и формирует в человеке внутренний нравственный закон, ведущий к ней. Для правды характерна чувственная насыщенность — глубокие чувства сопровождают «пребывание в правде», служат её освоению (интуитивно-эмоциональному, сердечному) и выразительности. Правда предполагает утончённое, детальное, целостное понимание объекта, соответствующее полноте его подлинного понимания.
С другой стороны, это понятие синтетическое, то есть правда не может быть открыта путём одних лишь аналитических рассуждений, требуя, помимо этого, постижение сущего цельной жизнью духа, полнотой жизни, в том числе интуитивно-эмоционально, сердечно. Правда носит синкретичный характер, объединяя предельно большое количество разнородных значений. Такая ситуация характерна для многих древних слов. Соответственно, будучи воспринятой некритически, ориентация на правду как на «высшее воплощение всего положительного» ведёт к манихейству, что на уровне большого общества людей препятствует модернизации и установлению здоровой механики человеческих отношений.

## В русской литературе
Не в красоте, а только в правде великие художники черпали силу для своих великих произведений, и это наивно-младенческое преклонение перед правдой, бесконечное смирение художника перед величием правды создало в нашей литературе наш реализм; да, в этом и есть сущность нашего реализма: это подвижническое смирение художника перед правдой. 
Реализм в искусстве — это есть, иначе говоря, путь к правде: искусство на пути к правде.

### Реабилитация человеческой субъективностиГоголем
Для русской литературы характерна реабилитация человеческой субъективности, выразившаяся, с одной стороны, во внимании к человеческой перспективе восприятия действительности, включая возможность вымысла, с другой стороны, в понимании проблем индивидуального существования как центральных. Процесс этот начался после Гоголя, показавшего двойственность человеческого существования: действительность человеческой пошлости и возможность мира лучшего, к которому обращён человек. Результатом стало то, что русская литература поднялась до пограничных онтологических проблем человеческого существования с выходом к таким категориям, как творчество, любовь, красота и свобода, а русская философия Серебряного века складывает свою онтологию человечности.

### Реализм в высшем смыслеДостоевского
Достоевский сам себя называл «реалистом в высшем смысле». Это значило показывать мир во всей его метафизической глубине, с учётом ценностной позиции человека и присутствия Бога. Родоначальником такого художественного метода Достоевский считал Пушкина, который проник в глубины человеческого духа и восстановил утраченную целостность человека и человечества. О реализме «обыкновенном» Достоевский писал: «Реалисты не верны, ибо человек есть целое лишь в будущем, а вовсе не исчерпывается весь настоящим. В одном только реализме нет правды». Просветительскую концепцию человека, позитивистскую абсолютизацию естественнонаучных методов Достоевский считал неуместными в деле установления законов человеческого бытия.
Кроме того, особенности взгляда Достоевского (как и всей русской культуры по оценке В. В. Знакова) выражаются в цитате: «Если б кто мне доказал, что Христос вне истины, и действительно было бы, что истина вне Христа, то мне лучше хотелось бы оставаться со Христом, нежели с истиной». В этой цитате выше истины ума стоит Христос, «прекраснее, глубже, симпатичнее, разумнее, мужественнее и совершеннее» которого ничего для Достоевского нет и быть не может.

### Как принцип творчестваЛьва Толстого

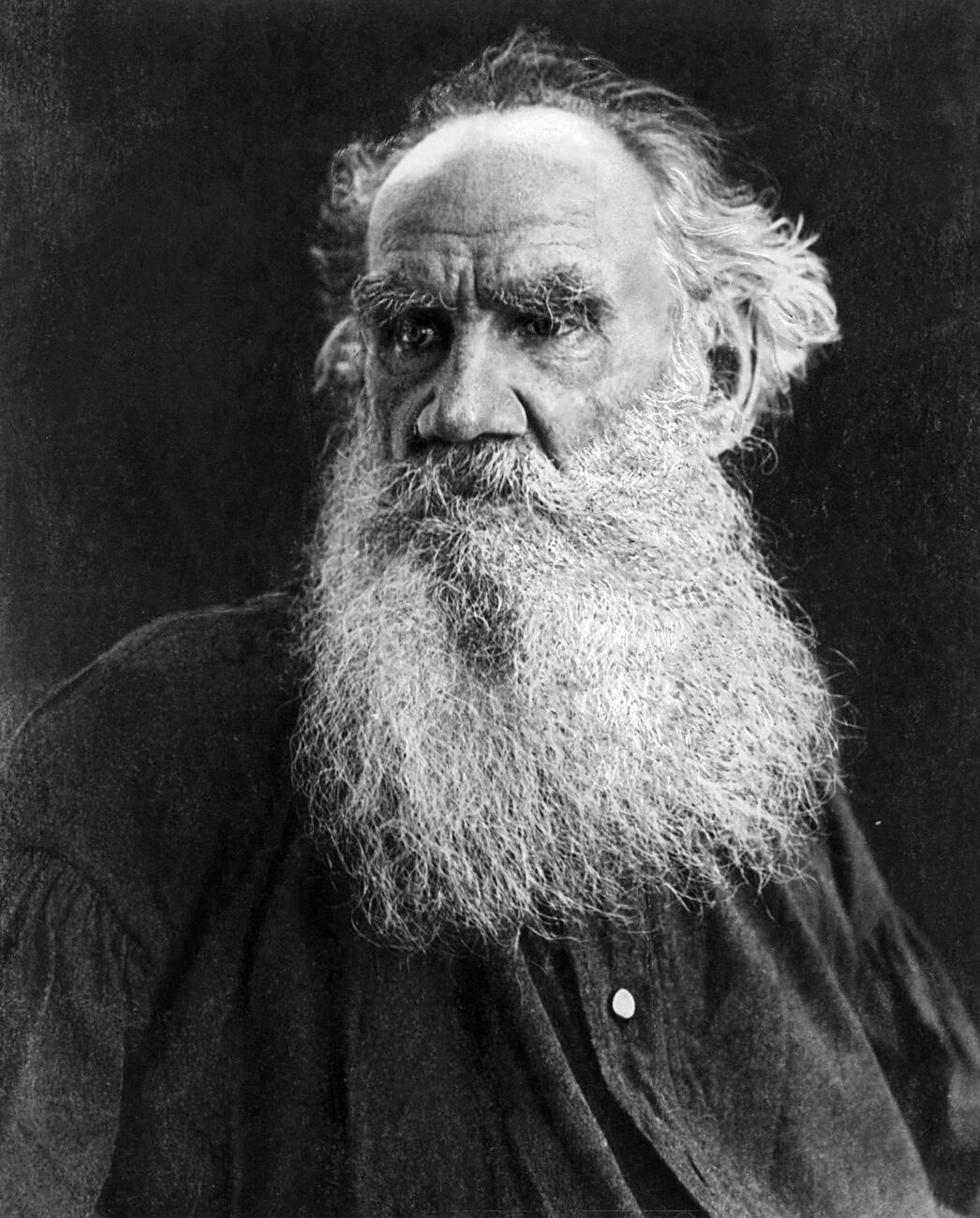
Лев Толстой

Толстой полагал правду основным принципом своих духовных исканий, жизни и литературного творчества: «Герой моей повести, которого я люблю всеми силами души, которого старался воспроизвести во всей красоте его и который всегда был, есть и будет прекрасен — правда». Франк высказывал мнение, что правда и праведность — единственные мерила, которые знал Толстой; Скафтымов утверждал, что для Толстого главным было докопаться до корней человеческих поступков; Эртель указал на «сознание о Правде», которое Толстой внедрил в общество.

### Настоящая правдаЧехова
В художественном мире Чехова «настоящей правды не знает никто», однако мысль о её существовании остаётся важной для его творчества. Для одних его произведений характерен «опыт переживания нуминозного», связанный с интуитивным постижением «величия разума, воплощённого во всём сущем»; для других — проблема высших целей индивидуального бытия. Правда с древних времён направляет и одухотворяет жизнь человека, а её обретение и утверждение производится подлинным существованием каждого, личным участием в деле «приобщения к вечности».

### Правда и вымысел уГорького
Горький в своём творчестве прямо ставит вопрос о том, какая правда человеку необходима, а какая вредна, так как «убивает душу». В пьесе «На дне» сострадательная ложь стоит в оппозиции жестокой правде. Низкие истины для Горького есть проявление метафизического зла, они порождены ложью и действуют как ложь. Ходасевич назвал Горького «упорным поклонником и создателем возвышенных обманов». Тем не менее, для самого Горького вопрос предпочтительности спасительной мечты убийственной правде вовсе не был однозначен: стремление к безжалостной правде боролось в нём с желанием отвлечься от правды в сторону романтической мечты.

### Жизнь не по лжи уСолженицына
Солженицын в эссе «Жить не по лжи!» призывал каждого поступать так, чтобы из-под его пера не вышло ни единой фразы, «искривляющей правду», — и не высказывать подобной фразы ни устно, ни письменно, не цитировать ни единой мысли, которую он искренне не разделяет, не участвовать в политических акциях, которые не отвечают его желанию, а также не голосовать за тех, кто недостоин быть избранным.

## В русской философии

### Двуединство правды уМихайловского

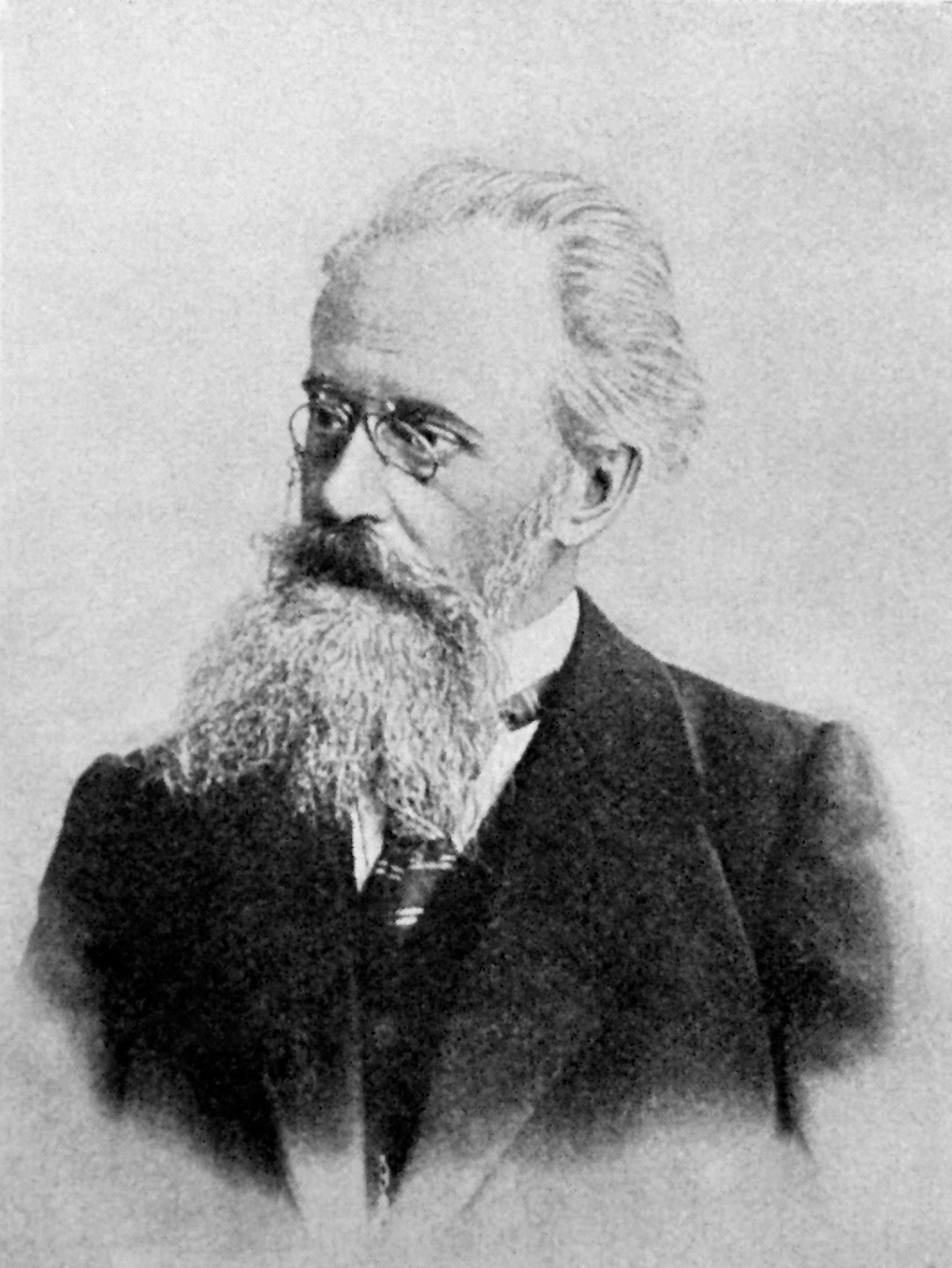
Николай Константинович Михайловский

Михайловский одним из первых замечает и подвергает осмыслению органический синтез истины и справедливости в понятии правда. Он настаивает, что в этом сочетании проявило себя отнюдь не простое отсутствие разработанности терминологии русской культуры, а глубинные онтологические и аксиологические основания. Но оказалось, что соблюсти такое двуединство истины и справедливости — достаточно сложно: неизбежные противоречия во взаимоотношениях истины и справедливости требуют поиска их внутреннего примирения, умения синтезировать в широком контексте человеческого существования ориентацию одновременно и на сущее, и на должное, что далеко не всегда возможно без высочайшей степени осознанности. В этом заключается основная проблематика философии правды: выработка единого целостного взгляда на мир, в котором правда предстаёт как подлинная перспектива бытия человека, как высшее долженствование, вне которого невозможен «правый, верный себе путь жизни».
Прогресс человечества разрушает традиционный уклад, а с ним и то изначальное синкретичное единство добра, истины и красоты, доступное в слове правда. Единственным достойным выходом из этой ситуации Михайловский находит поиск и восстановление утраченной целостности каждой личностью. Искомая система правды «требует такого принципа, который: во-первых, служил бы руководящей нитью при изучении окружающего мира и, следовательно, давал бы ответы на вопросы, естественно возникающие в каждом человеке; который, во-вторых, служил бы руководящей нитью в практической деятельности и, следовательно, давал бы ответы на запросы совести и нравственной оценки, опять-таки естественно возникающие в каждом человеке; и который, наконец, делал бы это с такой силою, что прозелит с религиозною преданностью влёкся к тому, в чём принцип системы полагает счастье».

### КосмизмФёдорова
Сочленение теоретического и практического, рассудочного и нравственного, истины и правды — такова была ключевая позиция основоположника русского космизма Фёдорова. Деятельное соединение этих начал должно было, по убеждению философа, произвести над человечеством ряд изменений, главные из которых заключались в воскрешении всех умерших и достижении бессмертия силами науки. Фёдоров был убеждён, что лишь цель всеобщего спасения и бессмертия является подлинно моральной. Бердяев утверждал, что в лице Фёдорова нашло выражение характерно русское чувство бескомпромиссной ответственности всех за всех.

### ВсеединствоВл. Соловьёва

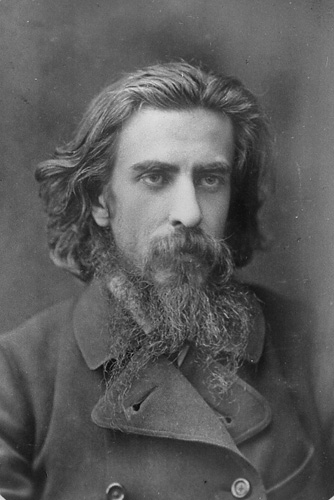
Вл. Соловьёв

Соловьёв в своей философии развивал идею онтологического понимания истины, которая предстаёт не только результатом познания, но и добром, и красотой в их естественном единстве. Верно и обратное — и добро, и красота в пределе тождественны истине. Это единство, подобно органическому, не может постигаться только разрушительным членением — высшая его часть доступна лишь цельному восприятию. Вещь должна познаваться не в простом наличном восприятии, а в присутствии разума или смысла, ставящего конкретную вещь в отношение ко всему как целому, тем самым раскрывая полноту её бытия. И жизнь должна иметь смысл в первую очередь.
Как следствие, мировоззренчески-антропологические вопросы о смысле жизни, о назначении человека составляли главный интерес философии всеединства, основоположником которой стал Соловьёв. Его усилиями проблема нравственности, формирования личности человека, проблема воли стали центральными в психологии и философии того времени. По Соловьёву наука не могла оставаться морально нейтральной, она должна была служить делу человеческого единения, ведомая силами христианской любви.

### Борьба за правдуБердяева
Бердяев относил себя к русской традиции правдолюбия, в которой интеллигенция «всегда стремилась выработать себе тоталитарное, целостное миросозерцание, в котором правда-истина будет соединена с правдой-справедливостью». Философия Бердяева — это борьба за истину, понимаемую как правда.
Упрекая неокантианство в «отделении мышления от бытия», он противопоставляет познавательной сдержанности Канта и его «утомлённых болезненным гамлетизмом» последователей «здоровый дон-кихотизм» русской философии. Для Бердяева истина не сводится к отвлечённой ценности суждения, напротив — истина живая, предметная, сущая; Христос есть истина, а значит истина — это путь и жизнь. Проблема истины неотделима от проблемы «назначения человека», точно так же как мораль долга, в которой нет места человеку, лишена превосходства перед моралью сердечного влечения. Бердяев (как и Шестов) протестовал против засилья научности в деле определения последних истин, ввиду того что наука подчинена методу и в этом смысле безопасна — в ней нет места необходимой человеку свободе. С точки зрения философа, перенос научности на все сферы жизни духа приведёт к её окончательной деантропологизации и дегуманизации, тогда как познание должно осуществляться человеком и для человека, именно в нём искать разгадку смысла.

### Философия поступкаБахтина
В своих ранних философских работах Бахтин выступил против объективации мира человеческих действий — против сведения их к всеобщности закономерностей тождественных друг другу процессов, противостоящих мнимой случайности и иррациональности индивидуального. Рассмотрение фактического содержания поступков или их выгод предстаёт лишь «теоретической истиной», «технической правильностью», «безучастным мышлением», не освобождающим от ответственности за конкретный поступок («не-алиби в бытии»). «Конкретная действительность» случается всегда в событии поступка — вне существуют лишь «пустые возможности» и «неукоренённое бытие». Правда выступает как единство фактического и смыслового наполнения поступка, как объединяющий принцип общезначимого и действительного в поступке. Такая синтетическая правда более чем рациональна — она ответственна.

### Диалектика мифа уЛосева
В фундаментальной работе «Диалектика мифа» Лосев показывает связь мифа как конкретно понятого бытия — высшей и эмоционально окрашенной правды — и личности как единства психической жизни. «Миф есть сама жизнь… жизненно ощущаемая и творимая, вещественная реальность и телесность». Бытие абстрактного, объективного представляется Лосевым холодным, в реальности практически несуществующим; бытие подлинное должно быть очеловечено, чтобы человек мог в нём жить. Все вещи существуют через личностно-осмысленное бытие, все «вещи, если брать их взаправду, как они действительно существуют и воспринимаются, суть мифы». Миф есть «в словах данная чудесная личностная история», в котором личность обретает меру вечного, осмысленного бытия, обращённого к ней как к высшей ценности.

## Проблематика в контексте мировой философии
Истина является одной из ключевых категорий мировой философии, сложность и неоднозначность статуса истины неоднократно становились предметом философского анализа. Отношения, в которые вступает истина в тех или иных обстоятельствах, приближают её к проблематике правды — отношения истинного и должного, нравственные основания истины и лжи, соответствие истины задачам жизни и человека.

### Гильотина Юма
Юм в «Трактате о человеческой природе» сформулировал проблему, которая позже обрела название «гильотина Юма»: из описания не может следовать предписаний, ценности нельзя вывести из истины строго логически. Позже на этом оказался выстроен тезис о невозможности научного обоснования морали. Тем не менее, принцип такого разделения описывается как чуждый гуманитарному знанию и жизненной практике, для которых разум, умозрение, психологическая убедительность, творческая интуиция или мистическое озарение в деле постижения должного стоят выше «примитивно-рассудочного» способа познания.

### Мнимое право лгать из человеколюбия у Канта

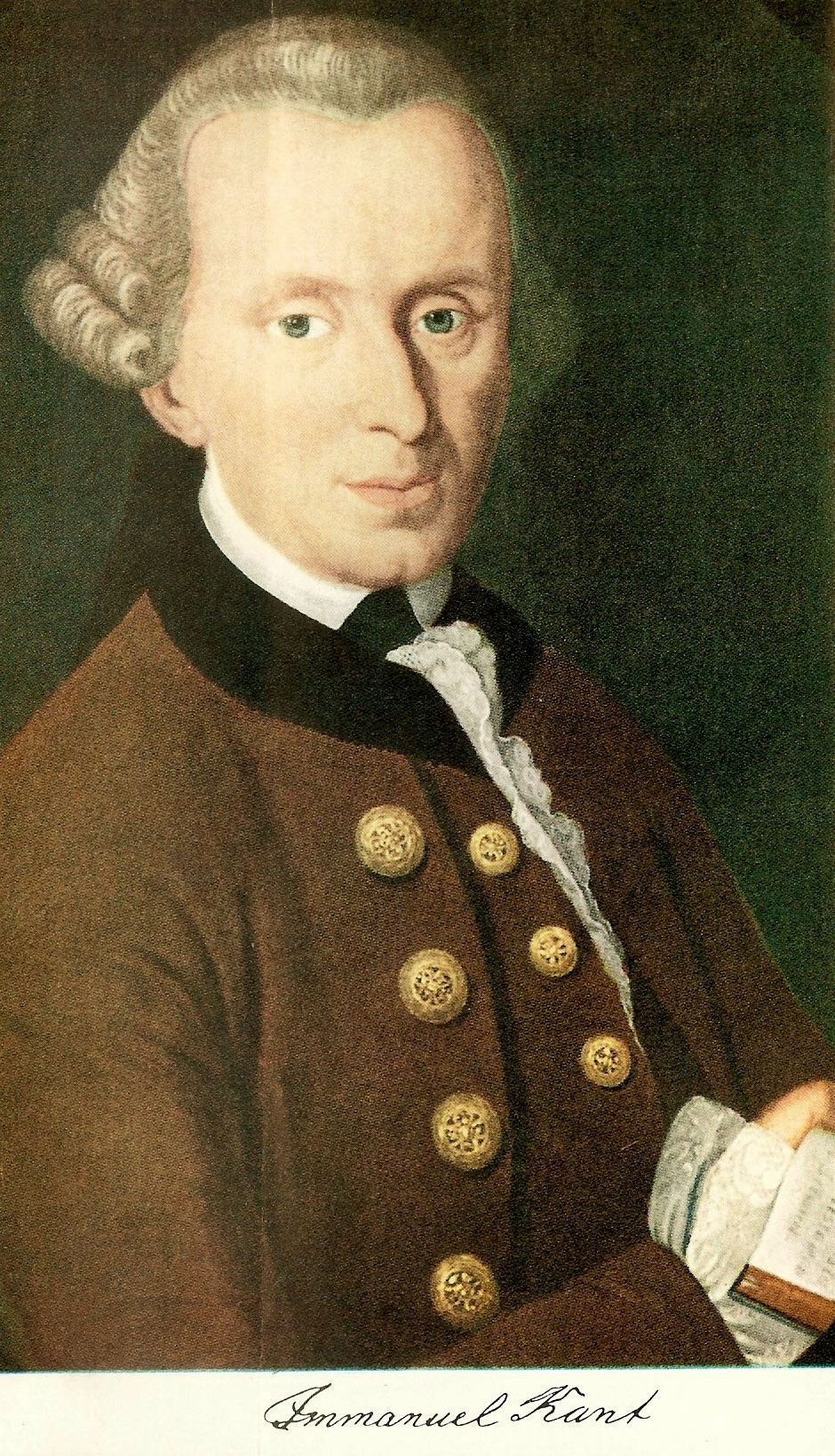
Кант

Кант в статье «О мнимом праве лгать из человеколюбия» показывает, что ложь не может быть оправдана никакими высокими мотивами, даже если речь идёт о спасении жизни другого человека. Правдивость показаний является по Канту основой любой возможности договариваться и формулировать обязательства, а значит, и основой «этики долга» вообще. Однако даже в таком случае сохраняется оговорка о том, что умолчание или уклонение от ответа в ситуации, когда человек не поставлен перед этическим обязательством давать ответ, — не являясь правдой, не является и ложью.
Вл. Соловьёв в соответствии с русской духовной традицией решает этот вопрос иначе, настаивая, что нравственность не может пониматься как механический свод обособленных обязательств, а должна браться в их единстве, — так что спасение человека может оказаться важнее фактической точности в отдельном случае.

### Истина как стадная ложь и внутренняя потребность у Ницше
Ницше оценивает истину и ложь по их соответствию задачам жизни. Оказывается, что ложь — условие жизни как таковой, тогда как истина — лишь стадная ложь, которая может уже даже не служить жизни и тем не менее продолжать воспроизводиться. Более того, само использование языка — свидетельство лжи человека, уже одним обращением к понятиям неизбежно отклоняющегося от действительного содержания предметов. Тем не менее, Ницше говорит о правдивости как о «юной добродетели» личности, а такое стремление к истине, которое стало «внутренней, глубочайшей потребностью, насущной необходимостью» называет тем, что отличает людей высшей пробы от прочих.

### Экзистенциальная истина
Экзистенциальная истина близка понятию «правда». В экзистенциализме подчёркивается отличие научной или абсолютной истины от истины отдельного человека (духовной истины, философской истины). Если научная истина подчинена необходимости метода, то экзистенциальная истина требует свободы, посредством которой бытие интуитивно постигается в своей подлинности.

### Истина в постмодернизме
В рамках постмодернизма истина лишается статуса общезначимой объективности. Истина предстаёт не результатом, а процессом, вечным движением в рамках дискурсивных практик. Задача интеллектуала не диктовать истины, обязательные для всех, а разрушать банальности и очевидности, препятствующие свободному смыслопорождению, выговариванию дискурса. В этом отношении, по предположению А. А. Грицанова, подлинная правда как явление личной встречи человека с абсолютом обретается не с высшей санкции, а «вспыхивая в глазах Другого» в силу «культурно-интимного градуса» накала контакта с ним.

## Понятие правды в различных сферах жизни

### В русском переводе Библии
В Псалмах правда стоит в одном ряду с истиной, причём истина связана с землёй — как достояние разума человека, а правда с небесами — как дар благостыни (Пс. 84:12). В Евангелиях Иисус Христос говорит Иоанну Предтече, что необходимо исполнять правду (δικαιοσύνην: Мф. 3:15), а в Нагорной проповеди изгнанные за правду (δικαιοσύνης) именуются блаженными (Мф. 5:10).

### В русской народной культуре
В русских народных сказках Правда зачастую метонимически предстаёт как одушевлённое, живое существо, противостоящее Кривде:
- Правда всегда творит добро, старается помочь нуждающимся;
- Правда страдает за правду, за справедливость;
- Правда обладает смекалистостью, позволяющей преодолевать трудности;
- Правда всегда выходит победителем из схватки с Кривдой, причём вознаграждённым победителем[41].

Наиболее отчётливо мотив Правды и Кривды проявился в Голубиной книге:
Это не два зверя собиралися,
не два лютые собегалися:
Это Правда с Кривдой соходилася,
Промежду собой они бились-дрались.
Кривда Правду одолеть хочет;
Правда Кривду переспорила.
Правда пошла на небеса,
А Кривда пошла у нас вся по всей земле.Голубиная книга

### В русском праве
Концепция правды как источника права возникла и развивалась вне определяющего влияния римского права. Правда не была скована рамками кодификации, в результате чего оказалась возможной проблематизация собственно юридической стороны дела (например, судить по совести, а не по закону). Тем не менее, правда явилась ключевым понятием древнерусского права, что отразилось в названии первого (XI век) местного писанного свода законов Русская Правда. В дальнейшем, с развитием системы права, «правда», не лишаясь своего правового значения, закрепляет за собой высший статус. В империи Петра I параллельно с созданием Лейбницем системы социальной классификации, Феофан Прокопович разрабатывает «Правду воли монаршей», законодательно закрепляющей за императором абсолютную власть. В данном заглавии «правда» служит неким аналогом легитимности. В ответ возникает проект конституции «Русская правда», созданный декабристами во главе с Пестелем, в котором «правда» сближается с понятием «конституция». Понятие «правда» сохраняло своё правовое значение вплоть до Октябрьской революции 1917 года, уничтожившей все правовые институции царского режима и прежние способы словесной репрезентации справедливости. В XX веке теряет своё указание на преступление, нарушение закона и слово неправда, до того описываемое Далем как «всякая незаконность, дело противное совести, притеснение, обида, кривосуд, неправый приговор».

### Правда и наука
В области точных и естественных наук понятие правды практически не используется, так как ими не востребована нравственная окраска знания. Другое положение занимает понятие правды в общественных и гуманитарных науках: везде, где познание разворачивается вокруг человека, познающий не имеет возможности оставаться безучастным наблюдающим — он трансформируется вместе с познанием; знание обрастает нравственной компонентой; гносеология становится гносеургией; истина гуманитарного познания отождествляется с правдой.

### «Как бы» и «на самом деле»
Руднев в словаре культуры XX века описывает две характерные для России стратегии отношения личности к истине, маркируемые высказываниями «на самом деле» и «как бы». Выражение «на самом деле» соответствует ощущению поколения выросших в 1960-х, преуспевших в 1970-е и уверенных возможности позитивного познания физиков, кибернетиков и семиотиков-структуралистов. Для них естественно полагать наличие истины «в последней инстанции», которую можно достичь; их философским идеалом служит логический позитивизм и верификационизм; объективная реальность самодостаточна и требует лишь адекватного описания.
В противовес им выражение «как бы» использует более позднее поколение выросших в 1980-x и не реализовавшихся в 1990-е, хорошо чувствующих зыбкость существования, неопределённость статуса реальности и возможности её познания. Это современники постмодернизма и постструктурализма. Ориентирами для восприятия им служат Барт, Деррида и Фуко; большая интерпретационная глубина достигается стратегиями неуверенности и неопределённости, семантикой возможных миров. Текст и реальность для них тесно переплетены, причём реальность менее фундаментальна, чем текст; восприятие требует многозначных логик, связанных с многозначностью смыслов; кроме того, становится невозможным даже отрицание, ибо сомнение оказывается более фундаментальным.

### Современное словоупотребление
Современное словоупотребление делает особый акцент на субъективном и преходящем характере правды, в отличие от вечного и внечеловеческого характера истины (научной или божественной). В рамках ценностей сциентизма отвлечённость истины от человека рассматривается как преимущество, а не как недостаток в сравнении с правдой.
Кроме того, носителями языка правда воспринимается в качестве национально-специфического понятия, характерно русской черты, ассоциируемой с Россией; тогда как истина тяготеет скорее к общечеловеческой идее соответствия действительности.

## Как политический идеал
Некоторыми мыслителями XX века (Н. Н. Алексеев, М. В. Шахматов, агиократия П. И. Новгородцева и др.) высказывалась мысль о необходимости построения такой системы управления государством, в основе которой будет лежать правда как политический идеал. Шахматов следующим образом сравнивает «государство Правды» с правовым государством: «На стороне последнего, большей частью, материалистические стремления, деятельность ради маленького ежедневного счастья людей, ежедневной суеты земной. На стороне государства правды — красота религиозного пафоса, неустанный труд государственного строительства, культ сильной и яркой личности, умножение накопленных предками богатств и мистика мученического подвига ради вышнего идеала».
Отличительными чертами государства правды называется ориентация на нравственное содержание власти, её подвижничество и служение народу. Народ и власть в такой системе приходят к согласию не путём критики и взаимных ограничений, а через общность усилий по достижению благодати; отношения между властью и народом проникнуты христианской любовью и взаимным доверием, в которых юридические формулы не играют решающей роли.

## Непереводимость на другие языки
Французский философ и филолог Барбара Кассен, главный редактор и идейный вдохновитель «Европейского словаря философий: лексикона непереводимостей», приводит правду в качестве примера непереводимого понятия. В рамках этого словаря эту позицию обосновывает украинский философ К. Б. Сигов. На непереводимость и неисчерпаемость понятия «правда» на другие языки указывал русский философ С. Л. Франк в работе «Смысл жизни», а российский философ А. Л. Никифоров в энциклопедии эпистемологии и философии науки указывает на неотличимость правды от истины в европейских языках. Специалист по истории немецкой и российской философии XIX—XX века Николай Плотников утверждает, однако, что «своё мифологически окрашенное высокое значение» правда обрела очень поздно, в предреволюционные годы, до того существуя как обычное русское слово, подобное немецкому Recht или английскому right.